# Hotel Evropa
Hotel Evropa, dříve hotel U Arcivévody Štěpána nebo Hotel Šroubek je název secesní budovy čp. 826/25 v Praze na Václavském náměstí. Poté, kdy se hotel stal součástí hotelového řetězce W Marriott, je prezentován pod názvem W Prague.
Původní budova byla postavena v roce 1872 jako novorenesanční, hlavní trakt do náměstí byl pak zbořen a znovu vybudován v secesním slohu v letech 1904–1905. Dvoutraktový dům má hlavní průčelí do ulice, druhý dům ve vnitrobloku. Patřil k němu sousední hotel Meran čp. 925/II. Ve své době byl prestižním, luxusním a moderním hotelem. V letech 2016 až 2024 proběhla jeho rekonstrukce a přístavba nové budovy ve vnitrobloku. Budova je chráněná jako kulturní památka České republiky.

## Historie
Hotel si dal postavit v roce 1872 hoteliér Wilhelm Hauner (1842 Olešná – 1919 Praha). Stavba vznikla podle projektu architekta Josefa Schulze v novorenesančním slohu. V roce 1889 byla přejmenována na " Hotel U Arcivévody Štěpána". Na jeho místě původně stál Bindrův zájezdní hostinec. 

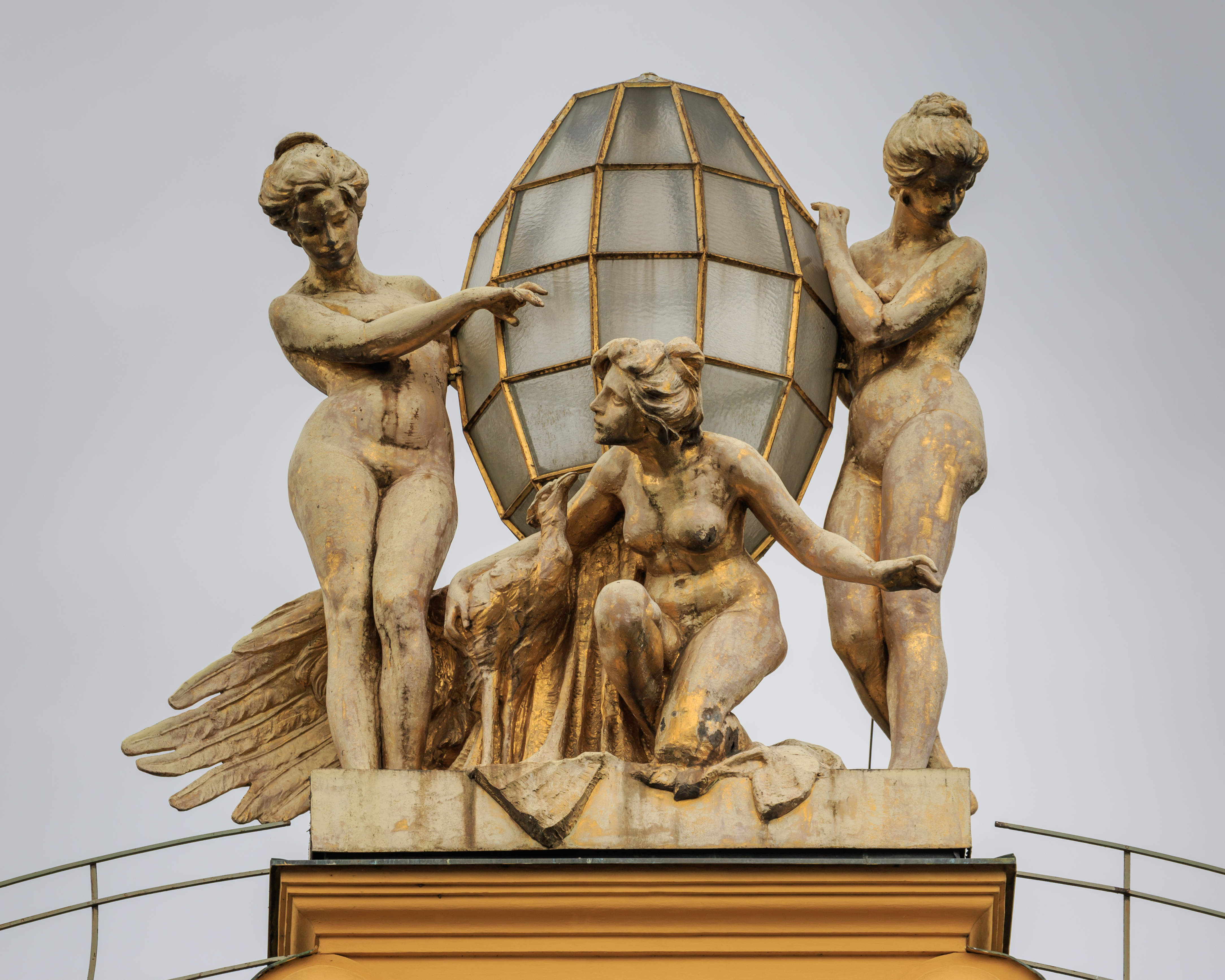
Sousoší Ladislava Šalouna: Světlonošky s lucernou – zeměkoulí, stav před restaurováním

Po adaptaci architekta Bělského z roku 1889 byl hotel v letech 1903 až 1905 přebudován ve stylu geometrické secese Bedřichem Bendelmayerem, Aloisem Dryákem, za spolupráce Bohumila Hypšmana a Jana Letzela. Roku 1924 hotel koupil restauratér Karel Šroubek, majitel nedalekého Restaurantu Šroubek, po němž pak nesl jméno Hotel Šroubek. V té době se stal hotel vyhlášeným po celém Československu i v Evropě. Své jediné autorské čtení v Praze tu v roce 1912 pořádal Franz Kafka. V roce 1951 byl hotel znárodněn a přejmenován na Grand hotel Evropa. Od této doby chátral, jeho prestiž zmizela. Po roce 1989 byl restituován.

V roce 2014 byl hotel jedním z míst konání festivalu Designblok, nazývané jako Superstudio Evropa. Byl veřejnosti přístupný mezi 7. až 12. říjnem.

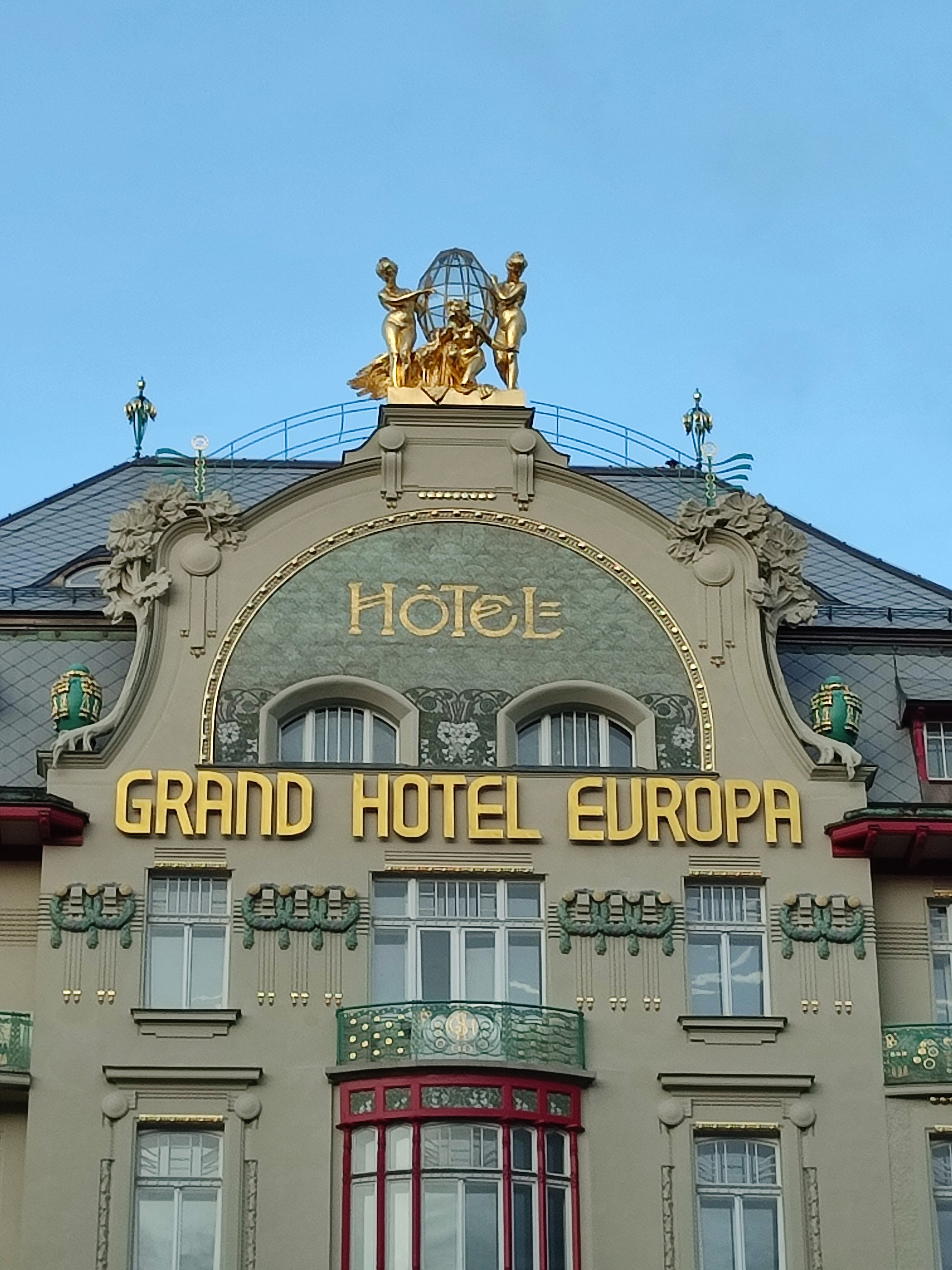
Grandhotel Evropa, průčelí po rekonstrukci (2024)

V roce 2016 budovu od podnikatele Václava Skaly odkoupila firma Prague Prime Home Management, spadající pod rakouskou skupinu Julius Meinl. Ta začala od poloviny téhož roku s rekonstrukcí budovy. V roce 2019 hotel koupil podnikatel Ferid Nasr, zakladatel Exim Tours. Dle katastru nemovitostí (stav k 10. 3. 2025) je vlastníkem bývalého hotelu Evropa společnost s ručením omezeným Hotel Evropa Praha, s. r. o., založená 25. 9. 2015, jejímž jednatelem a skutečným vlastníkem je Ferid Nasr.
Po dokončení rekonstrukce se bývalý Grandhotel Evropa stal opět luxusním pětihvězdičkovým hotelem, nyní značky „W Hotels Worldwide" spadající pod Marriott International. Ve vnitrobloku přistavila další osmipatrovou budovu, podle projektu mezinárodního architektonického ateliéru Benoy. Ta zvýší ubytovací kapacitu na 160 lidí, vzniknou zde také konferenční prostory pro 210 lidí, wellness a panaromatická restaurace.
Hotel byl znovu otevřen po rekonstrukci 29. října 2024 pod novým názvem W Prague.Cena za jednu noc v jedno- či dvoulůžkovém pokoji se pohybovala kolem 9 000 Kč. .

## Popis

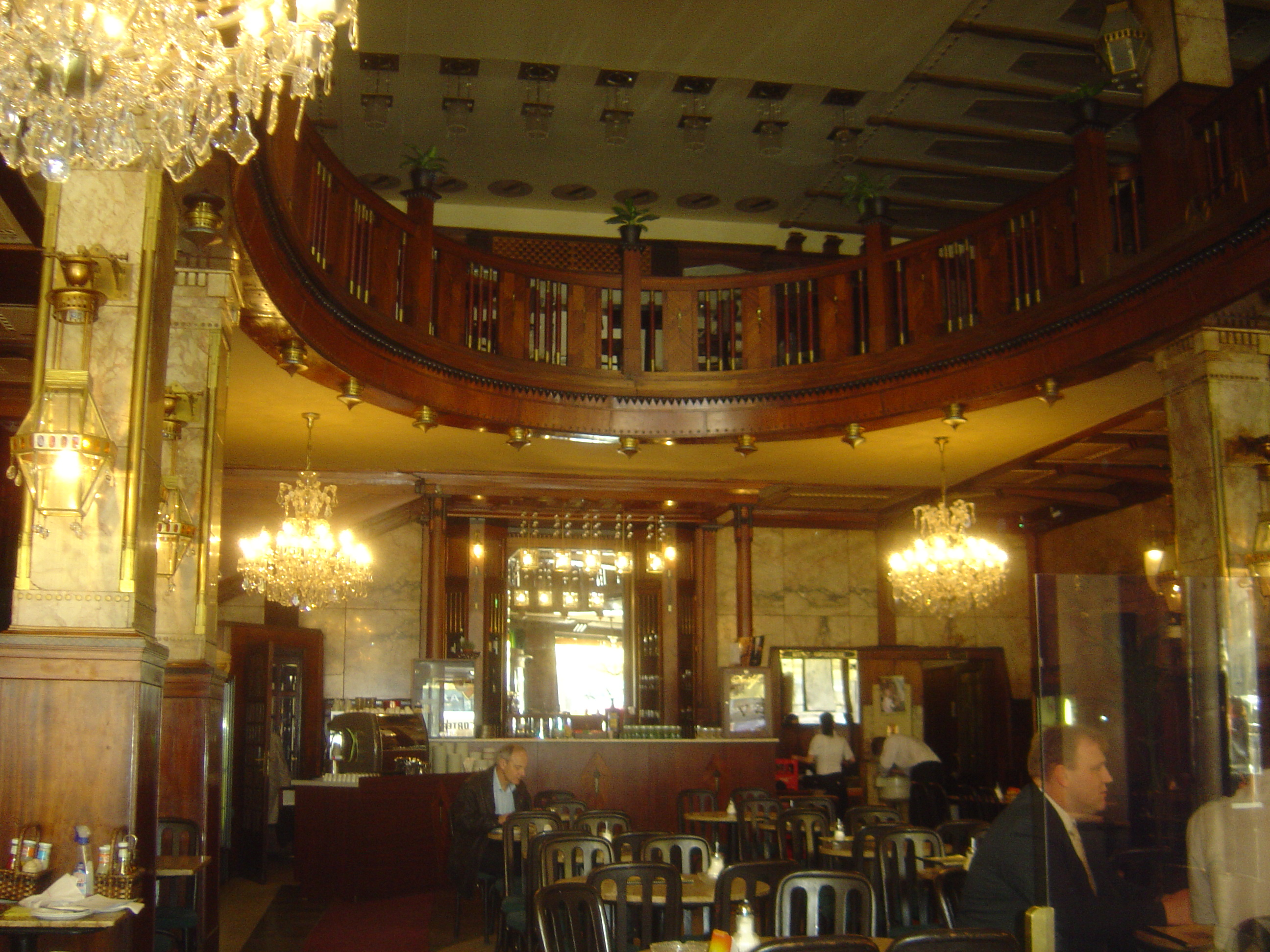
Interfiér Café Evropa

Budova bývalého hotelu Evropa je pětipatrová s šestým patrem v podkroví s mansardovou střechou. Má symetrické šestiosé secesní průčelí. Průběžný balkón prvního patra je krytý mříží a dělený pěti plastikami. 
Bohaté rámování rostlinnými motivy má především půlkruhový štít, vykládaný mozaikou s nápisem HOTEL. Na jeho vrcholu stojí kamenné pozlacené sousoší tří žen světlonošek, představitelek Evropy, s orlem, nesoucí lucernu ve tvaru zeměkoule, představující úlohu Evropy ve světě. Vytvořil je sochař Ladislav Šaloun. Při poslední rekonstrukci byla fasádě navrácena tlumená secesní barevnost (písková barva fasády místo sytě žluté).
Zprava navazuje na průčelí trojosá secesní fasáda hotelu Meran od Aloise Dryáka z roku 1906, dekorací přizpůsobená dřívějšímu pojmenování hotelu Evropa, a při adaptaci v letech 1954 – 1956 s ním byla propojená jako jeho dependance, hotel Garni. 

## Významní hosté
V roce 1932 se před hotelem shromáždil zástup Pražanů, aby pozdravil  Čechoameričana Antonína Čermáka, starostu Chicaga, který byl během své návštěvy Československa v tomto hotelu ubytován. Před druhou světovou válkou  v hotelu bydlel britský makléř Nicholas Winton, který odtud řídil záchranu židovských dětí před nacismem.

## Hotel ve filmu
Bohatě dekorované hotelové interiéry sloužily filmařům, ať už jako inspirace pro filmovou restauraci na Titanicu, nebo přímo hrály třeba v Mission Impossible (1996) nebo v českém filmu Muži v naději.